# Виноградов, Виктор Сергеевич
Виктор Сергеевич Виноградов (24 февраля [8 марта] 1899, с. Истик, Калужская губерния — 5 октября 1992, Москва) — советский музыковед, фольклорист, музыкальный и общественный деятель. Участвовал в этнографических экспедициях. Отразил особенности музыкальной культуры стран Азии и советского востока в научных трудах и очерках. Заслуженный деятель искусств Киргизской ССР (1957).

## Биография
Родился в семье священнослужителя.
С 1921 — член ВКП(б) / КПСС.
В 1929 окончил теоретико-композиторский факультет Московской консерватории по классу Н. А. Гарбузова (акустика); занимался 4 года в классе сочинения Г. Л. Катуара. Один из организаторов рабочего факультета (1923, его первый директор) и Воскресной рабочей консерватории при Московской консерватории, общества «Музыка массам». Был первым редактором журнала «Музыкальная самодеятельность» (1933), первым главным редактором и заместителем директора Музыкального государственного издательства (Музгиз). Работал в Главлите и Главреперкоме.
С 1953 — член международного совета народной музыки ЮНЕСКО.
Главный редактор серии «Музыка народов Азии и Африки» (Вып. 1-5. — М., 1969—1987).
Скончался в Москве 5 октября 1992 года.

## Избранные труды[4]
Основные работы посвящены истории развития национальных музыкальных культур СССР, главным образом среднеазиатских республик. Автор ряда статей о народной музыке развивающихся стран Азии и Африки.
- Акыны поют о Ленине. — М., 1970.
- Виноградов В. С. Атай Огонбаев. [1904 - 1949]. [Текст]. — М.: Сов. композитор, 1960. — 61 с.
- В. Власов, А. Малдыбаев и В. Фере. — М., 1958.
- Виноградов В. С. Индийская рага. — М.: Сов. композитор, 1976. — 62 с. — 3000 экз.
- Виноградов В. С. Киргизская народная музыка [Текст]. — Фрунзе: Киргизгосиздат, 1958. — 334 с.
- Виноградов В. С. Киргизская ССР [Текст]. — М.: Музгиз, 1957. — 91 с. — (Музыкальная культура союзных республик).
- Виноградов В. С. Киргизские народные музыканты и певцы [Текст]. — М.: Сов. композитор, 1972. — 96 с.
- Виноградов В. С. Классические традиции иранской музыки. — М.: Сов. композитор, 1982. — 184 с. — 3000 экз.
- Виноградов В. С. Крылатые песни [Текст]. — М.: Музыка, 1968. — 67 с.
- Виноградов В. С. Мир музыки Фикрета: [О композиторе Ф. Амирове].. — Баку: Язычы, 1983. — 130 с. — 5000 экз.
- Виноградов В. С. Музыка в Китайской Народной Республике [Текст]. — М.: Сов. композитор, 1959. — 86 с.
- Виноградов В. С. Музыка Гвинеи [Текст]. — М.: Сов. композитор, 1969. — 80 с.
- Виноградов В. С. Музыка Советского Востока. От унисона к полифонии. Очерки. [Текст]. — М.: Сов. композитор, 1968. — 234 с.
- Музыка Советской Киргизии. — М., 1939.
- Музыкальное наследие Токтогула. — М., 1961.
- Мураталы Куренкеев. — Фрунзе, 1962.
- Справочник-путеводитель по симфониям Н. Я. Мясковского. — М., 1954.
- Проблемы онтогенеза киргизов в свете некоторых данных их музыкального фольклора. — М., 1960.
- Токтогул Сатылганов и киргизские акыны. — М., 1952.
- Виноградов В. С. Узеир Гаджибеков и азербайджанская музыка [Текст].. — М.: Музгиз. Образцовая тип., 1938. — 79 с.

## Награды и признание
- Заслуженный деятель искусств Киргизской ССР (1957)
- Государственная премия Киргизской ССР имени Токтогула Сатылганова (1967)
- орден Октябрьской Революции (22.8.1986)
- орден Трудового Красного Знамени (1.11.1958)
- орден Дружбы народов (16.3.1979)